# GarageBand

Logo für iOS

GarageBand ist eine Digital Audio Workstation von Apple. Sie ist Bestandteil der iLife-Programmpalette und zur Musikproduktion zu Hause gedacht.
Das Programm ermöglicht es dem Benutzer, schnell und einfach eigene Stücke zu produzieren. Dazu stehen im Wesentlichen drei verschiedene Komponenten zur Verfügung: Von Apple wird bereits eine große Sammlung von fertigen Audio- und MIDI-Loops mitgeliefert. Mit Hilfe eines Audio-Interfaces können echte Instrumente wie z. B. E-Gitarre, Bass oder Gesang aufgenommen werden. Teilweise sind hier noch Vorverstärker erforderlich. Schließlich können mit Hilfe eines MIDI-Keyboards auch MIDI-Daten eingespielt werden, die von Software-Instrumenten in Klang umgesetzt werden. Dabei können sowohl die mitgelieferten Instrumente als auch auf dem Computer installierte Audio Units verwendet werden.
Anders als vergleichbare professionelle Programme besitzt GarageBand keine Sequencer-Funktion, d. h. die Ausgabe von MIDI-Signalen zur Steuerung externer Klangerzeuger ist nicht – oder nur behelfsmäßig über ein Freeware-Plugin – möglich.

## Geschichte
Vorgestellt wurde GarageBand erstmals am 6. Januar 2004 auf der Macworld Conference & Expo. Die Entwicklung von GarageBand wurde durch den Kauf des deutschen Unternehmens Emagic durch Apple im Jahr 2002 ermöglicht, da Apple dadurch auf die Technologien in Emagics Audio-Software Logic zurückgreifen konnte.
Ein Jahr später wurde Version 2 von GarageBand veröffentlicht. Wichtigste Neuerung in GarageBand 2 war, dass man nun mehrere Audiospuren gleichzeitig aufnehmen kann, vereinfacht wurde die Takt- und Tonhöhenanpassung von Audio-Dateien. Außerdem können eingespielte Keyboard-Noten als Noten am Bildschirm ausgegeben werden.
Am 10. Januar 2006 wurde GarageBand 3 vorgestellt. In dieser Version steht das Thema Podcast im Vordergrund. Mit Hilfe des Podcast-Aufnahmestudios kann man unter Verwendung von typischen Radio-Jingles qualitativ hochwertige Podcasts erstellen. Ferner kann man das Rauschen in Audiospuren reduzieren und sogar Interviews mit iChat führen und aufnehmen.
Am 7. August 2007 wurde GarageBand 4 vorgestellt. Neben neuen Funktionen wie Multi-take-Aufnahmen, Arrangements, Visual-EQ und Unterstützung von 24-bit-Audio wird auch Magic GarageBand eingeführt. Der Anwender kann aus neun Musikgenres auswählen und auf einer virtuellen Bühne Vorgaben für die Besetzung machen. Dabei gibt Magic GarageBand die etwa tausend möglichen Songkombinationen direkt wieder. So wird ein neues Projekt erstellt, das bereits eine Begleitung enthält, ohne dass der Anwender diese erst einzuspielen braucht. In GarageBand 4 kann nun auch das Tempo innerhalb des Songs wechseln und die Notationsansicht kann gedruckt werden.
Am 6. Januar 2009 wurde GarageBand 5 vorgestellt. Wichtigste Neuerung ist die Möglichkeit, mit GarageBand ein Instrument zu lernen. Man kann außerdem verschiedene Lehrvideos berühmter Künstler, wie z. B. Sting, kaufen. Außerdem wurde ein neuer Gitarrensimulator eingebaut. Die Optik von GarageBand wurde nur leicht verändert.
Am 20. Oktober 2010 wurde GarageBand 6 vorgestellt. Zu den Neuerungen gehören die Funktionen Flex-Time, Groove-Anpassungen, neue Gitarren-Amps und Stompbox-Effekte, Lehrvideos für Gitarre und Klavier, sowie die „Wie-gut-habe-ich-gespielt?“-Funktion: Hierbei funktioniert GarageBand wie ein virtueller Musiklehrer, der bewertet, wie gut ein Musikstück gespielt wurde und was verbesserungswürdig ist.
Für GarageBand gab es von Apple sogenannte Jam Packs, die weitere Loops und Voreinstellungen für Audio- und Software-Instrumente enthalten. Diese werden zurzeit nicht mehr verkauft, allerdings sind sie jetzt in Logic Pro und MainStage enthalten.
Apple veröffentlichte GarageBand 10 mit OS X 10.9 Mavericks im Oktober 2013. Diese Version enthielt nicht mehr die Magic GarageBand - Funktion und die Podcast Eigenschaft, Version 6 (auch bekannt als Garageband '11 als Teil von iLife 11) lässt sich jedoch parallel weiter nutzen, die diese Eigenschaften besitzen.